# مارین سیتی (کالیفرنیا)
مارین سیتی (به انگلیسی: Marin City) یک منطقهٔ مسکونی در ایالات متحده آمریکا است که در شهرستان مارین، کالیفرنیا واقع شده‌است. مارین سیتی ۱٫۳۹۰ کیلومتر مربع مساحت و ۲٬۶۶۶ نفر جمعیت دارد و ۷ متر بالاتر از سطح دریا واقع شده‌است.